# Inibidor de PARP
Os inibidores de PARP são um grupo de inibidores farmacológicos da enzima Poli Adenosina difosfato Ribose| Polimerase (PARP).  Eles são desenvolvidos para múltiplas indicações, a mais importante é o tratamento do câncer.